# Amanda Hammarlund
Amanda Constantia Hammarlund, född den 28 november 1854, död 19 november 1935, var redaktör, bokförläggare och en av initiativtagare till Barnbiblioteket Saga.

## Biografi
Amanda Hammarlund föddes 1854 som dotter till Eva Eleonor Ekman och Carl Magnus Nilsson, folkskollärare och organist. Hon gick i sin fars fotspår och utbildade sig till folkskollärare. År 1886 gifte hon sig med Emil Hammarlund som även han var folkskollärare och som sedan 1882 hade gett ut Svensk Läraretidning på förlaget med samma namn. Giftermålet blev inledningen till makarnas gemensamma insats för barns läsning; båda ville erbjuda något annat än de hårda villkor som ofta präglade barns vardagsliv vid denna tidpunkt. Snart var de inne på tanken att ge ut en jultidning och 1891 publicerades det första numret av Jultomten som huvudsakligen spreds till barn via lärare. Åtta år senare stod Svensk Läraretidnings Förlag klart att dra igång Barnbiblioteket Saga som bestod ända till 1954. Båda dessa förlagsinsatser krävde hårt arbete och inte minst förmågan att övertala författare och konstnärer att bidra.
Amanda Hammarlund var viljestark och fick kända författare och konstnärer, som till exempel Helena Nyblom och Carl Larsson, att publicera berättelser och illustrationer. Det underlättades säkert av att hon såg till att de fick mycket bra betalt. Hon har annars beskrivits som mycket ekonomisk. En annan slags motsägelsefullhet återfinns i hennes förhållande till barn. Hon och hennes make var barnlösa och även om hon enligt Signe Wranér inte ”begrep sig på vanliga levande barn, så visste hon på pricken vad de ville ha”.
Det viktiga när det gällde distributionen av litteratur till barn var att lärarna lät sig engageras för syftet. Barnbiblioteket Sagas böcker gavs ut häftesvis. Häftena kunde då gå under beteckningen tidskrift och därmed skickas ut av postverket. Till en början bestod utgivningen i huvudsak av klassiker som Iliaden, utgiven under titeln Trojanska kriget; Robinson Crusoe; äventyrsböcker som Jorden runt på 80 dagar och Gullivers resor samt sagosamlingar, till exempel ett urval av Bröderna Grimms sagor, alla på lämpligt vis bearbetade för barn. Fortsättningsvis utkom sagor från olika håll i världen liksom både folksagor och nyskrivna folksagor från Sverige, samlingar med teaterpjäser och fler klassiska äventyrsberättelser. Allt bearbetades redaktionellt; formatet krävde till exempel förkortningar.
Då Emil Hammarlund kom att engagera sig i kommunalpolitiken i Stockholm tog Amanda Hammarlund över allt mer av förlagsverksamheten för Barnbiblioteket Saga. Hon har genom sin förläggargärning starkt bidragit till den utveckling mot utgivningen av god litteratur för barn, som tog sin början under sent 1800-tal, inspirerad av pedagogiska tankar om barns särskilda behov. Vid Amanda Hammarlunds död efterträdde Signe Wranér henne som ansvarig för utgivningen av Barnbiblioteket Saga. Förlaget lades ner 1954.
Amanda Hammarlund avled i Stockholm 1935.